# John Pullin
John Vivian Pullin (Aust, 1º novembre 1941 – Bristol, 5 gennaio 2021) fu un rugbista a 15 internazionale per l'Inghilterra, tallonatore del Bristol e capitano della nazionale nei primi anni settanta del XX secolo, nonché titolare in due tour dei British Lions.

## Biografia
Pullin trascorse l'intera carriera rugbistica nelle file del Bristol, ed esordì in Nazionale inglese nel corso del Cinque Nazioni 1966 in una classica, contro il Galles.
Fino al 1976, a eccezione dell'edizione 1967, fu presente in tutti i tornei delle Cinque Nazioni, vincendo quello del 1973.
Proprio a tale vittoria è legato uno degli episodi più significativi della carriera di Pullin e del rugby britannico: in quel periodo le tensioni politiche generate dai troubles in Irlanda del Nord avevano provocato lo slittamento di numerose competizioni; lo stesso torneo Interbritannico di calcio non era stato disputato; dopo il Bloody Sunday (30 gennaio 1972) e il conseguente attentato incendiario all'ambasciata britannica a Dublino, i rugbisti britannici ricevettero lettere minatorie e i giocatori di Galles e Scozia si rifiutarono di disputare le loro gare esterne in Irlanda (mentre l'Inghilterra disputò il suo match casalingo contro gli irlandesi a Twickenham).
Nel 1973, invece, toccò agli inglesi giocare a Dublino: alcuni giocatori si rifiutarono (Nigel Horton, di professione agente di polizia, Peter Larter, ufficiale della Royal Air Force e potenzialmente a rischio), ma comunque l'Inghilterra, capitanata da Pullin, decise di recarsi in Irlanda a disputare il suo incontro, e per questo motivo, una volta entrata nello stadio, ricevette una standing ovation di cinque minuti.
Nonostante la sconfitta per 9-18 John Pullin rilasciò una dichiarazione nel dopopartita che divenne famosa: «Non avremo giocato un granché, ma almeno a giocare ci siamo venuti».
Per la cronaca, il Cinque Nazioni 1973 fu vinto a pari merito da tutte e cinque le contendenti, con una vittoria e tre sconfitte ciascuno: fu l'unico caso nella storia.
A completamento della carriera internazionale di Pullin vi sono anche 7 incontri disputati in altrettanti test match ufficiali dei British Lions nei loro tour del 1968 in Sudafrica e del 1971 in Nuova Zelanda; si ritirò nel 1978 dopo 17 stagioni al Bristol, con 296 incontri disputati e 11 mete marcate.
Agricoltore di professione, al termine della sua attività sportiva nel 1978 si dedicò a tempo pieno alla sua fattoria di Aust, nei pressi del Severn Bridge.
È morto il 5 febbraio 2021 in ospedale a Bristol; le cause del decesso, attribuite a una malattia contro cui Pullin lottava da tempo non sono state rese note.
Una sua biografia, uscita nel 2019, porta come titolo la sua frase più famosa, At Least We Turn Up, del dopopartita di Dublino nel 1973.

## Opere
- (EN) Steve Tomlin, At Least We Turn Up: The Biography of John Pullin, Amberley, 2019, ISBN 1445680750.